# Apollo Bay
Apollo Bay är en ort i Australien. Den ligger i kommunen Colac-Otway och delstaten Victoria, omkring 150 kilometer sydväst om delstatshuvudstaden Melbourne. Antalet invånare är 1 777.
Trakten är glest befolkad. Det finns inga andra samhällen i närheten. 
Genomsnittlig årsnederbörd är 1 081 millimeter. Den regnigaste månaden är juni, med i genomsnitt 140 mm nederbörd, och den torraste är februari, med 29 mm nederbörd.